# Kardanolid
A kardanolid a szteroidok közé tartozó lakton. A 20,22-es helyzetben telítetlen származéka a kardenolid.

## Fordítás
Ez a szócikk részben vagy egészben  a   Cardanolide című angol Wikipédia-szócikk ezen változatának fordításán alapul.  Az eredeti cikk szerkesztőit annak laptörténete sorolja fel. Ez a jelzés csupán a megfogalmazás eredetét és a szerzői jogokat jelzi, nem szolgál a cikkben szereplő információk forrásmegjelöléseként.

## További olvasnivalók
- Cardanolides at the US National Library of Medicine Medical Subject Headings (MeSH)